# Modellazione in cera
La modellazione in cera è una tecnica utilizzata in odontotecnica.

## Caratteristiche
Tale tecnica viene effettuata dall'odontotecnico, il quale se ne serve o prima di una fusione a cera persa o per la realizzazione di elementi dentali provvisori. 
Nella modellazione che precede la fusione a cera persa, l'odontotecnico deve prestare attenzione alla precisione dei bordi. La difficoltà e l'importanza della modellazione sono date dal fatto che il manufatto in cera diventerà poi la capsula in lega (quella che verrà poi inserita nella bocca del paziente) attraverso il processo di fusione; e sarà solo in un secondo momento che il tecnico costruirà la struttura in ceramica al di sopra della capsula metallica sabbiata e lucidata.
La precisione della modellazione della cera, e di conseguenza della fusione metallica che ne deriva, determineranno la precisione finale e la durata del manufatto protesico.